# Obiektyw krótkoogniskowy
Obiektyw krótkoogniskowy – obiektyw, którego ogniskowa jest krótsza od przekątnej kadru (materiału światłoczułego). Używany jest do uzyskiwania małej średnicy ogniskowanej wiązki świetlnej.